# Yamaha YM2413

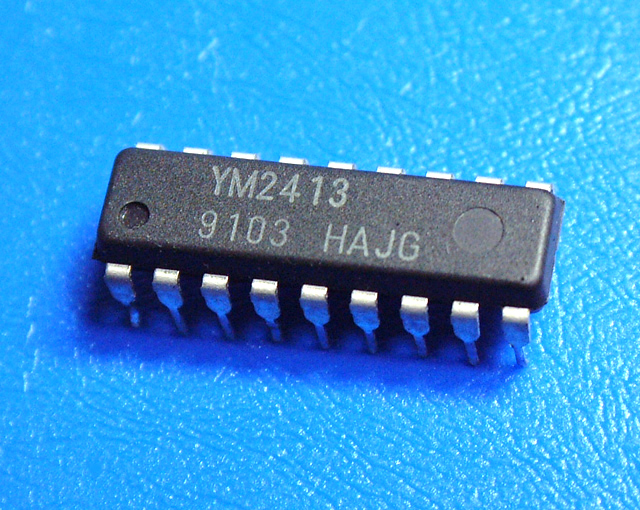
Yamaha YM2413

O YM2413, também chamado OPLL, é um chip de som de baixo custo fabricado pela Yamaha Corporation, baseado no chip YM3812 (OPL2). Para ter o seu custo reduzido para a fabricação, muitos dos seus registros internos foram removidos. O resultado disso foi que o YM2413 pode somente tocar um instrumento definido pelo usuário de cada vez; as outras 15 melodias instrumentais são codificadas e não podem ser alteradas pelo usuário. Há outras modificações devido a redução de custos: o número de formas de onda foi reduzido para duas, e um circuito somador não é usado para misturar os canais; ao invés disso o conversor analógico-digital toca cada canal um após o outro, e a saída disso geralmente passa por um filtro analógico.

## Lista de aplicações do YM2413
- O YM2413 foi usado na expansão de som MSX-Music no MSX e no Sega SG-1000 Mark III / Master System.
- O YM2413 foi usado no teclado Yamaha PSR-6 (por volta de 1989).